# Lucas Notaras
Lucas Notaras, (grec : Λουκάς Νοταράς) (mort le 3 juin 1453), parfois orthographié Loukas Notaras, est le dernier mégaduc (grand-amiral) de l'Empire byzantin. Appartenant à l'une des plus riches familles de l'Empire, il occupe une place importante à la cour des derniers empereurs, notamment auprès de Constantin XI Paléologue. En tant que mésazon, il agit de facto comme premier ministre de l'Empire. Présent lors du siège, il contribue à la défense de la ville, non sans des relations difficiles avec les capitaines étrangers venus au secours de la ville comme Giovanni Giustiniani. Fait prisonnier le 29 mai 1453, il est rapidement mis à mort par Mehmed II. 

## Biographie
Lucas Notaras est un membre de la famille aristocratique des Notaras, parmi les plus influentes de l'Empire byzantin finissant. Grâce à ses relations commerciales avec l'Italie, elle a acquis une grande fortune. Son père est Nicolas Notaras, un courtisan et conseiller de Manuel II Paléologue et il a au moins un frère, Jean Notaras, proche de Jean VIII Paléologue, fils et successeur de Manuel II et qui périt lors d'escarmouches avec les Ottomans aux environs de Constantinople en 1409. En 1424-1425, alors que Jean VIII se rend en Occident pour requérir l'aide des puissances chrétiennes, c'est son frère, Constantin qui assure la régence. Il est alors assisté par Lucas Notaras qui semble déjà occuper un poste important dans le gouvernement de l'Empire. Il sert notamment d'ambassadeur auprès du sultan Mourad II pour négocier un traité de paix byzantino-turc, par lequel les Byzantins cèdent plusieurs territoires aux Ottomans. De nouveau, en 1437-1438, Jean VIII embarque pour l'Occident, notamment pour négocier l'union des églises d'Orient et d'Occident, susceptible de favoriser un front commun anti-turc. Constantin exerce une deuxième fois la régence, toujours aidé par Lucas Notaras, accompagné de Démétrius Paléologue Cantacuzène, tous les deux mésazons, un poste se rapprochant de celui de premier ministre. Peu après, c'est Notaras qui commande le navire qui emmène Constantin sur Lesbos pour y épouser sa seconde femme. 
À la mort de Jean VIII, en 1448, Lucas Notaras occupe l'une des fonctions les plus importantes de l'Empire. Ce sont plus ses relations et sa fortune qui expliquent sa position que ses fonctions, souvent relativement honorifiques dans le contexte d'un Empire byzantin aux forces évanescentes. Alors que Démétrios Paléologue, l'un des frères de Jean VIII, brigue le pouvoir, Lucas Notaras semble avoir choisi le camp de Constantin XI, soutenu par la plupart des nobles de l'Empire et par sa mère, Hélène Dragaš, qui envoie des messagers le ramener à Constantinople. Rapidement, Lucas Notaras devient l'un des principaux conseillers du nouvel empereur. 
Selon Sphrantzès, avec qui il entretient des relations compliquées, c'est vers 1451 qu'il est élevé au rang de mégaduc. Les documents qui font référence à Notaras utilisent aussi la mention d'interprète pour qualifier une de ses fonctions. Au cours du siège qui mène à la chute de Constantinople, Notaras fait partie des proches conseillers de l'empereur et il dirige un corps d'une centaine de cavaliers chargé de venir en soutien des secteurs les plus en difficulté du front. Il semble avoir entretenu des relations parfois compliquées avec les chefs étrangers qui se sont joints à la défense de la ville, en particulier Giovanni Giustiniani avec qui il a un fort désaccord la veille de l'assaut final, sur l'usage de l'artillerie. Constantin XI finit par trancher en faveur du Génois. Souvent connu pour avoir déclaré « plutôt le turban du sultan que la mitre du pape », exprimant par-là un refus de la politique d'union avec l'église catholique de Rome, il n'apparaît pourtant pas fondamentalement hostile à cette perspective. Si cette citation, reprise par Doukas, représente bien l'état d'esprit d'une partie de la population byzantine, qui refuse de transiger avec la papauté, Notaras n'en est fort probablement pas l'auteur ou bien elle a été sortie de son contexte.
Si Constantin XI périt le jour de l'assaut final, ce n'est pas le cas de Lucas, qui est le plus important des membres du gouvernement byzantin à survivre. Il se réfugie d'abord dans sa propriété avec les membres de sa famille, avant d'être fait prisonnier. Dans un premier temps, Mehmed II aurait réfléchi à lui confier des responsabilités importantes, peut-être celle de gouverneur de la ville mais, rapidement, il change d'avis. Il est difficile de connaître l'exacte raison de ce revirement. Selon plusieurs sources, il aurait convoqué Lucas à un banquet quelques jours après la chute de la cité et aurait émis l'idée de faire rentrer l'un de ses fils à sa cour. Il a parfois été compris que le sultan voulait le faire entrer dans son harem mais il semble plutôt qu'il voulait le garder comme otage, une pratique courante à cette époque et qui assure le respect d'accords passés. Lucas Notaras aurait vivement protesté, craignant peut-être que son fils ne finisse par se convertir à l'islam et provoquant le courroux du sultan. Devant le refus persistant de Notaras, les fonctionnaires de Mehmed reçoivent l'ordre de décapiter Lucas, son fils et son gendre sur le champ. Le mégaduc demanda seulement que les deux garçons fussent suppliciés avant lui, de crainte que le spectacle de sa propre mort ne les fasse abjurer leur religion. Quand ils eurent péri tous les deux, il se laissa exécuter,. D'autres raisons peuvent expliquer cette exécution, notamment le souhait d'une partie de l'élite ottomane de se débarrasser des principaux membres de l'élite byzantine, comme en témoigne plus tard le sort de David II de Trébizonde et de ses fils.
Ultérieurement, l'idée d'une duplicité de Notaras a émergé dans les récits de la chute de Constantinople. Il aurait fourni des informations au sultan pour préserver son statut en cas de défaite et aurait finalement suscité le soupçon chez Mehmed quant à son honnêteté. Marios Philippides, qui s'est penché sur le sujet, n'a pas trouvé de preuves flagrantes sur ces accusations de trahison mais remarque que cette image persiste jusque dans certaines représentations modernes liées à la prise de Constantinople.

## Famille
On ne connaît pas exactement les liens familiaux de Lucas Notaras. L'identité de sa femme demeure méconnue et il a parfois été supposé qu'elle est issue de la famille impériale, peut-être une fille de Jean VII Paléologue mais sans preuve tangible. Dans un texte paru vers 1470 et écrit par Jean Moskhos sous le patronage d'Anna Notaras, son épouse est qualifiée de fille d'un riche aristocrate. 
Sa femme mourut esclave sur la route d'Andrinople, dans la ville de Drusipara (actuelle Misinli) en Thrace. Il semble avoir eu sept enfants avec elle : quatre filles et trois garçons. Parmi eux, Anna Notaras est la plus connue. Exilée en Italie dans les années 1440, elle échappe donc aux conséquences de la chute de Constantinople et devient l'une des figures de l'exil byzantin. Selon certaines sources, elle aurait été engagée à Constantin XI mais sans qu'aucune confirmation solide n'étaye cette idée. Les deux fils aînés de Lucas Notaras sont exécutés avec lui et son plus jeune enfant, Iakobos, né vers 1441, devient esclave à la cour du sultan. Parmi ses autres filles, Hélène Notaras Gateliousaina, épouse Georges Gattilusio, fils de Palamède Gattilusio, seigneur d'Ainos. Son époux meurt dès 1449 et la cité d'Ainos tombe en 1456. Hélène semble se remarier avec un membre de la famille des Cantacuzènes, ne laissant finalement aucune descendance et se retirant comme moniale. Ses deux autres filles, Théodora et Maria, sont présentes à Constantinople en 1453. La première semble mariée à Manuel Paléologue, cousin de l'empereur et la deuxième à un fils du grand Domestique Théodora Paléologue Cantacuzène. Elles sont toutes les deux libérées quelque temps après la prise de la ville et rejoignent l'Italie.
On a publié en Grèce, des lettres en Latin de Notaras, sous le titre Ad Theodorum Carystenum, Scholario, Eidem, Ad eumdem, & Sancto magistro Gennadio Scholario.

## Sources
- Vincent Déroche et Nicolas Vatin, Constantinople 1453, des Byzantins aux Ottomans, Anacharsis, coll. « Famagouste », 2016 (ISBN 9791092011296)
- Steven Runciman, (trad. Hugues Defrance), La chute de Constantinople, 1453, Tallandier, coll. « Texto », 2007 (ISBN 9782847344271).
- Thierry Ganchou, « Le rachat des Notaras après la chute de Constantinople ou les relations « étrangères » de l’élite byzantine au xve siècle », Migrations et diasporas méditerranéennes - Publications de la Sorbonne, 2002 (consulté le 11 janvier 2022)
- (en) Jonathan Harris, « Who was at the court of Constantine XI ? », dans The Emperor in the Byzantine World, Routledge, 2019 (ISBN 9780429060984)
- (en) Donald MacGillivray Nicol, The immortal emperor : the life and legend of Constantine Palaiologos, last emperor of the Romans, Cambridge University Press, 1992.
- (en) Klaus-Peter Matschke, « The Notaras Family and Its Italian Connections », Dumbarton Oaks Papers, vol. 49,‎ 1995, p. 59-72
- (en) Marios Philippides et Walter K. Hanak, The Siege and the Fall of Constantinople in 1453 : Historiography, Topography, and Military Studies, Farnham/Burlington (Vt.), Ashgate, 2011, 759 p. (ISBN 978-1-4094-1064-5, lire en ligne).
- (en) Marios Philippides, Constantine XI Dragaš Palaeologus (1404-1453): The Last Emperor of Byzantium, Routledge, 2019 (ISBN 9781138483224)